# Rossdorf (Wüstung)
Rossdorf ist eine Wüstung, einst nordwestlich der Lutherstadt Eisleben im Bundesland Sachsen-Anhalt gelegen.

## Lage
Der Ort Rossdorf befand sich ein Stück östlich des Katharinenhölzchen, dort wo der Weg nach Helbra auf die Glume stößt.

## Geschichte
Erstmals erwähnt wurde der Ort im Jahre 1121 als „Rothardesdorph“, weitere urkundliche Erwähnungen gab es in den Jahren 1191 als „Rothardestorp“, 1229 als „Rodherdstorp“ und um 1250 als „Rotardesdorff“. Im Jahre 1331 hieß der Ort „Rossendorp“ und 1579 „Rostorff“. Letztmals taucht das Dorf 1609 als „Rossdorf“ in den Urkunden auf.
Bekannt wurde Rossdorf, als das Kloster St. Marien 1234 von Mansfeld hierher verlegt wurde.
Nach der Brandschatzung Eislebens und der umliegenden Dörfer durch den Landgraf Friedrich III von Thüringen im Jahre 1362 verließen viele Einwohner das Dorf und siedelten nach Eisleben ins sogenannte „Neue Dorf“ um, nach Einteilung der Stadt in Viertel nannte man es „Neuendorfer Viertel“.
Vermutet wird, dass das Dorf aufgrund erheblichen Wassermangels aufgegeben wurde. Dies war auch schon der Grund dafür, dass das Kloster St. Marien unter Gertrud von Hackeborn 1258 ins seenreiche Helfta verlegt wurde.